# Silbury Hill
Silbury Hill (en français la colline de Silbury) est un tumulus de 40 mètres de haut, situé près d'Avebury, comté de Wiltshire, Angleterre.
Cette région est couverte de monuments néolithiques  de toutes sortes, comprenant à proximité le cromlech d'Avebury, le tumulus à chambres de West Kennet (West Kennet Long Barrow) et, 30 km plus au sud, l'ensemble monumental de Stonehenge.
Silbury Hill est le plus grand tumulus d'Europe. Il n'a jamais révélé de structure funéraire interne malgré les recherches effectuées depuis le XVIIIe siècle.

## Structure du tumulus
Composée principalement de craie extraite des alentours immédiats, la butte mesure 40 mètres de hauteur et couvre environ 2,2 hectares, révélant des connaissances techniques immenses, complétées par des compétences prolongées d'ingénierie en génie civil, d'organisation du travail et d'approvisionnement d'un chantier d'une ampleur exceptionnelle. Les archéologues estiment que Silbury Hill a été construit il y a environ 4 750 ans et qu'il a fallu pour y parvenir 18 millions d'heures de travail, soit les efforts de 500 hommes durant 15 ans, pour déplacer et mettre en  forme 248 000 mètres cubes de matériaux de remplissage venant compléter une colline naturelle. Euan W. Mackie affirme qu'aucune simple structure tribale de la fin du Néolithique, comme on l'imagine d'habitude, ne pourrait avoir mené à bien un tel projet et d'autres similaires, et entrevoit un pouvoir d'élite, autoritaire et théocratique, exerçant un vaste contrôle sur tout le Sud de la Grande-Bretagne.
La base de la colline est circulaire, de 167 m de diamètre. Le sommet est aplani en une terrasse circulaire de 30 m  de diamètre. Un petit tumulus a d'abord été construit, considérablement agrandi dans un deuxième temps. Les premières structures à la base de la colline sont parfaitement circulaires, et les mesures révèlent que le centre de la plate-forme supérieure et le centre de la base du cône que décrit la colline, ne sont désaxés que d'un mètre l'un par rapport à l'autre.
La première phase, datée au radiocarbone à 2750 ± 95 av. J.-C., se composait d'une base de gravier avec une bordure de revêtement en poteaux et enrochements de sarsen. Des couches de blocage de craie furent disposées en alternance avec de la terre, la seconde phase exigeant davantage de craie pour la partie haute du monument, faisant appel à des matériaux extraits d'un fossé situé autour de la structure. À un certain moment, au cours de ce processus, le fossé fut remblayé et les travaux furent concentrés sur l'augmentation de la taille du tumulus jusqu'à sa hauteur actuelle en faisant appel à des matériaux d'autre provenance.

## Recherches archéologiques

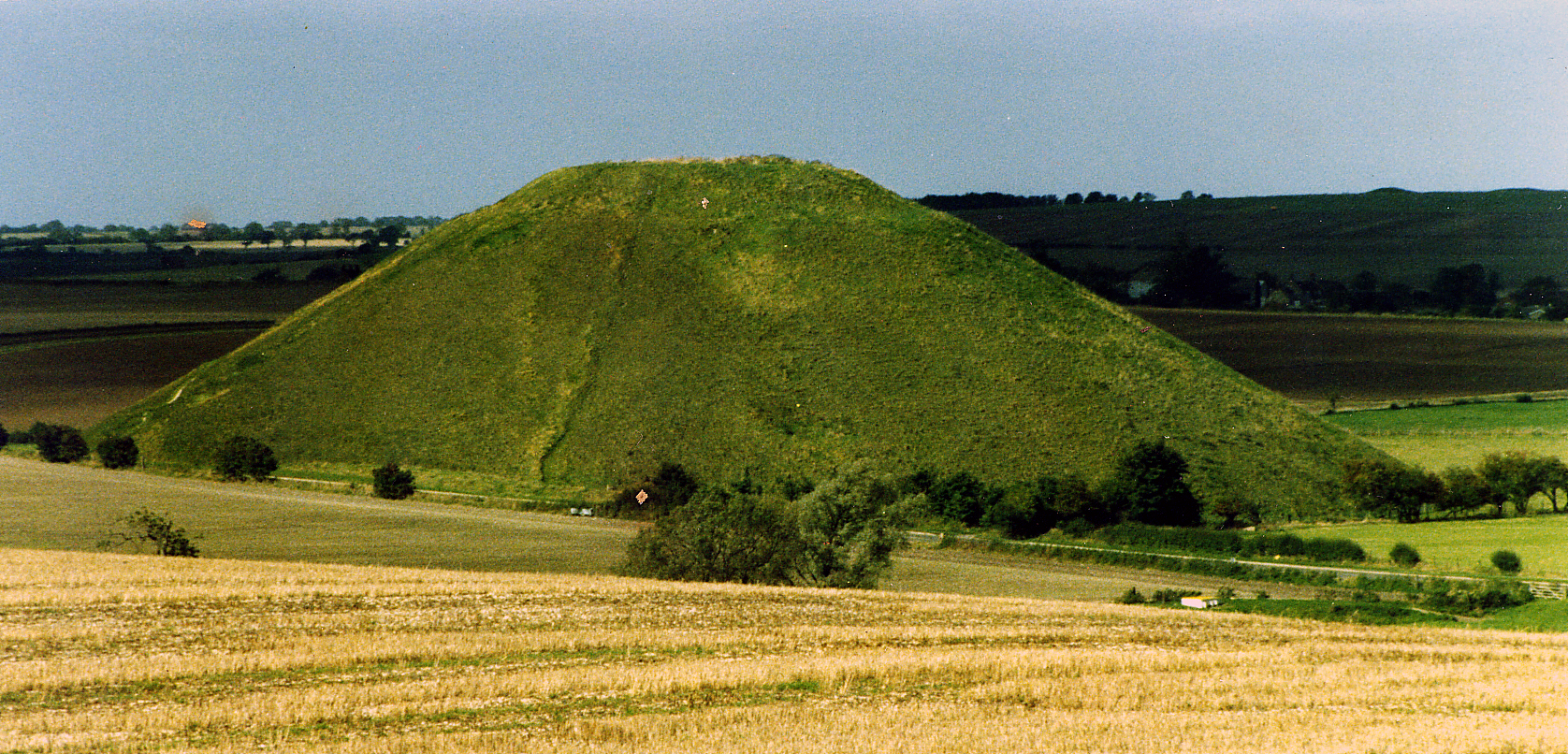
Silbury Hill

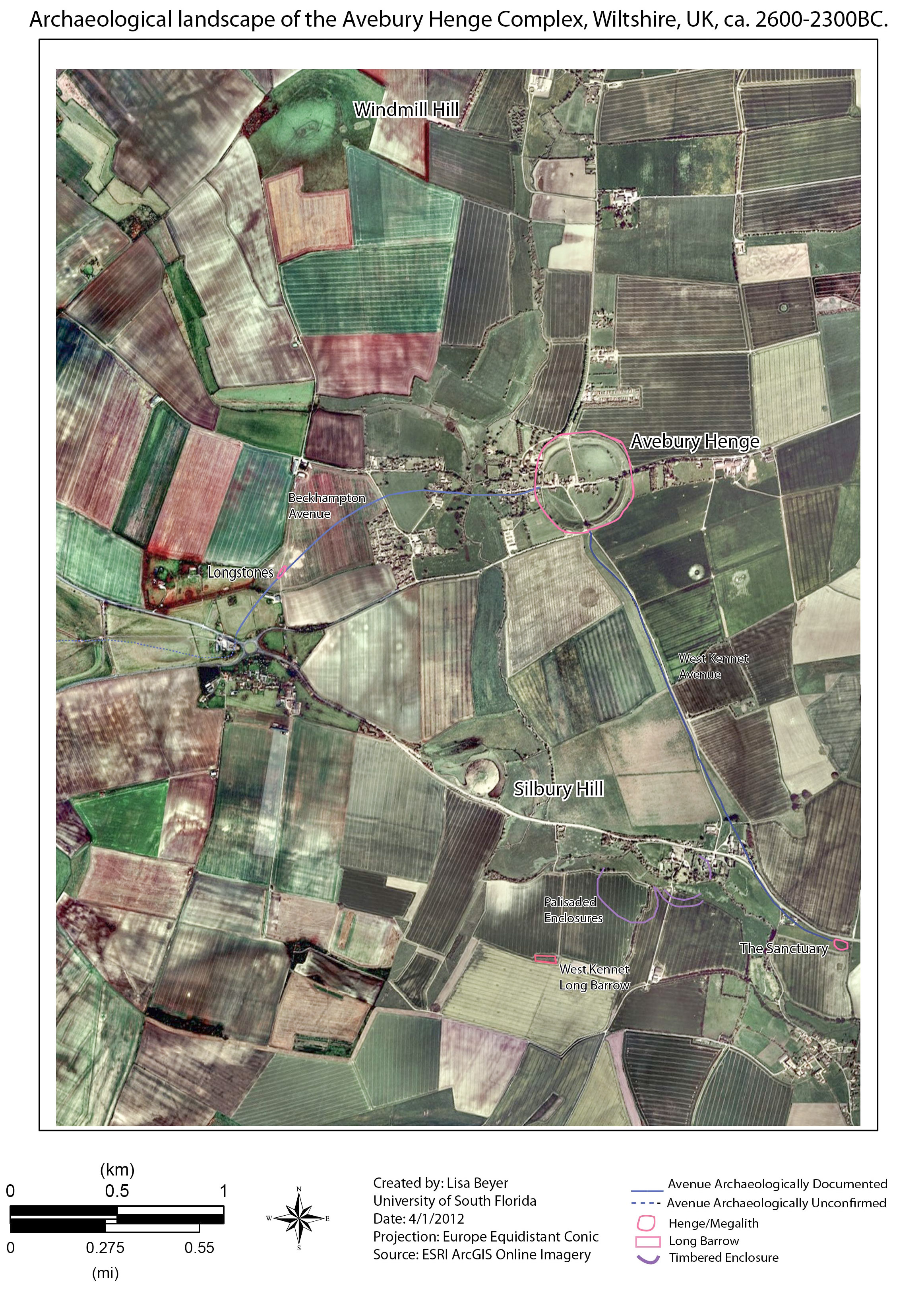
Silbury Hill et les autres sites archéologiques autour d'Avebury

Les fouilles entreprises dès le XVIIe siècle attirèrent l'attention de l'antiquaire John Aubrey, qui les mentionne dans ses Monumenta Britannica, mais ces notes n'ont encore fait l'objet d'aucune publication.  Plus tard, William Stukeley écrit qu'un squelette et une bride ont été découverts au cours d'une plantation d'arbres au sommet du monument, en 1723 : il s'agissait probablement d'une sépulture tardive et secondaire. Les premières fouilles véritables furent menées par une équipe de mineurs venus de Cornouailles, dirigés par le duc de Northumberland, qui fora un puits de haut en bas du tumulus en 1776. En 1849, un tunnel fut creusé par Dean John Merewether, à partir du bord vers le centre. D'autres fouilles ont été entreprises en 1867 et 1886, et William Flinders Petrie fit des recherches sur la colline après la Première Guerre mondiale.
En 1968-1970, le professeur Richard J. C. Atkinson rouvrit le tunnel de 1849 et entreprit à Silbury des recherches et travaux qui ont été rapportés par la  télévision de la BBC. Ses fouilles ont révélé de l'environnement plus qu'on ne connaissait jusqu'alors sur le site, y compris les restes de fourmis ailées qui indiquent que la construction de Silbury Hill a commencé un mois d'août. Atkinson fit creuser de nombreuses tranchées et consolida le tunnel de 1849, où il trouva des indices suggérant l'époque néolithique, mais ses datations au radiocarbone ne sont plus considérées comme fiables selon les normes modernes. Il fit valoir que la colline a été construite par étapes, chaque niveau étant rempli avec de la craie compactée, puis lissée ou simplement érodée par le temps sur les flancs de la colline. D'autres ont identifié sur les pentes un chemin en spirale et ont avancé que la construction avait dû être progressive, le chemin de procession fournissant une route vers le sommet.
Silbury Hill a révélé peu d'objets préhistoriques : sa base n'a livré que de l'argile, du silex, du gazon, de la mousse, de la terre végétale, du gravier, des coquillages d'eau douce, du gui, du chêne, du noisetier, des pierres de sarsen, des os de bœufs, des dents et des bois de cervidés. Des éléments romains et médiévaux ont été trouvés sur et autour du site depuis le XIXe siècle et il semble que la colline ait été réoccupée par la suite par différentes populations.
En mai 2000, après de fortes pluies, un effondrement du puits de mine de 1776 a formé un trou au sommet de la colline. L'English Heritage a mené des recherches sismiques afin d'évaluer les dommages causés par les fouilles antérieures et de déterminer la stabilité de la colline. Des réparations ont été entreprises, mais le site est resté fermé au public.
Les archéologues de l'English Heritage ont creusé deux autres petites tranchées dans le cadre des travaux de réparation et ont fait l'importante découverte d'un fragment de bois, le premier à garantir un contexte archéologique sur le site, qui a donné au radiocarbone  une datation fiable de 2490-2340 av. J.-C., datant la deuxième phase du tumulus de la fin du Néolithique de manière convaincante. D'autres travaux récents ont mis l'accent sur le rôle du fossé environnant, qui n'a pas été une simple source de craie pour l'édification du tumulus, mais un espace rempli d'eau, volontairement aménagé pour isoler le monument du reste du monde .
En mars 2007, l'English Heritage a annoncé qu'un village romain « de la taille de 24 terrains de football » (soit 4 050 m² x 24 = 97 200 m² ou 9,7 ha) a été trouvé au pied de Silbury Hill, montrant ses rues et ses maisons nettement dessinées.
Le 11 mai 2007, Skanska, sous la direction de l'English Heritage, a commencé un vaste programme de stabilisation, de remplissage des tunnels et des puits avec des centaines de tonnes de craie. Dans le même temps, une nouvelle étude archéologique a été menée avec des équipements et des techniques modernes.